# Boom of the Tingling Strings
Boom of the Tingling Strings — сольный альбом Джона Лорда, включающий фортепианный концерт, одноимённый названию альбома, и Disguises — сюиту для струнного оркестра. Был выпущен весной 2008 года.

## Список композиций
- Boom Of The Tingling Strings

I. Adagio Assai 

II. L’istesso Tempo 

III. Adagio 

IV. Allegro Giusto
- Disguises

I. M.A.S.Q.U.E. Poco Adagio — Allegro Moderato E Poco Pesante 

II. Music For Miriam. Adagio 

III. Il Buffone (G.C.) Allegro Vivace

## Участники записи
- Нельсон Гёрнер (фортепиано, 'Boom of the Tingling Strings')
- Симфонический оркестр Оденсе (дирижёр — Пол Манн)
- Композитор — Джон Лорд